# Luvua
A Luvua folyó a Kongói Demokratikus Köztársaság Katanga tartományában található. A zambiai-kongói határon fekvő Mweru-tó északi végén ered, a tó vízét vezeti le, innen északnyugati irányban halad és mintegy 350 km után, Ankoro városával szemben torkollik bele a Lualaba folyóba. A Luvua és Lualaba folyók a Kongó folyamrendszer részei. Alsó szakaszán, Kiambi városa alatt a folyó 160 km-es szakaszon sekély merülésű csónakokkal hajózható. Középső szakaszán zúgókon halad át. Vízhozama a torkolatnál 600 m³/mp.
A Luvua folyó szabályzó hatással van a Mweru-tó vízszintjére. Mivel a folyó hirtelen esésű és gyors folyású, növényzet nem akadályozza folyását, ezért a tó szintjének hirtelen emelkedését gyorsan ellensúlyozza a folyó gyors vízelvezetése. Részben emiatt a tó szintje az esős és száraz évszakok váltakozása ellenére számottevően nem változik